# Society (magazine)
Pour le film américain réalisé par Brian Yuzna sorti en 1989, voir Society (film).
Society est un magazine quinzomadaire français, fondé en 2015 par So Press, société d'édition à l'origine des magazines So Foot et So Film.
En juillet 2020, le magazine sort un numéro contenant un dossier sur Xavier Dupont de Ligonnès, numéro qui connaît un succès considérable avec pas moins de trois tirages.

## Présentation
Le premier numéro de Society est paru le 6 mars 2015 avec un objectif initial de diffusion de 60 000 ventes en kiosque. Le magazine affirme avoir atteint les 50 000 exemplaires vendus au bout de quatre mois.
Pour ce lancement, So Press s'appuie sur un emprunt de 600 000 euros auprès de la BPI et de la Société Générale, 650 000 euros réunis auprès d'actionnaires « amis » parmi lesquels Édouard Cissé, Vikash Dhorasoo, Serge Papin, Patrice Haddad, ou Robin Leproux. À cette somme s'ajoutent plus de 50 000 euros rassemblés lors d'une opération de financement participatif via KissKissBankBank.
Les rédacteurs en chef de Society sont Franck Annese (ancien rédacteur en chef de So Foot), Stéphane Régy (Ancien co-rédacteur en chef de So Foot et de So Film) et, jusqu'en 2020, Marc Beaugé, journaliste et chroniqueur régulier à l'émission Le Supplément sur Canal+ et de Quotidien sur TMC. Il est remplacé par Thomas Pitrel et Pierre Boisson, un des co-auteurs de l'enquête sur Ligonnès. Début 2021, Boisson est remplacé par Emmanuelle Andreani. En 2025, Boisson revient, remplaçant cette fois-ci Thomas Pitrel.

## Diffusion
| Année | Tirage  | France payée | Totale payée | Totale |
| ----- | ------- | ------------ | ------------ | ------ |
| 2017  | 86 171  | 48 037       | 48 154       | 48 775 |
| 2016  | 97 165  | 51 750       | 52 451       | 52 652 |
| 2015  | 103 267 | 47 453       | 48 307       | 48 560 |

## Ligne éditoriale
L'équipe du magazine se défend d'être un magazine pour « hipsters », terme que Franck Annese juge « méprisant ». En 2015, le journal Libération le qualifie de normcore, terme anglais issu des mots « normal » et « hardcore ». Selon Challenges, la marque de fabrique de Society est qu'il « ne passe jamais après les autres, fait toujours un pas de côté. Greta Thunberg atterrit dans ses pages en premier, Virginie Despentes en dernier. Direct, décalé, le ton est hérité de So Foot, premier titre du groupe à l’origine d’un renouveau du journalisme sportif français ».
Les couvertures du magazine sont très différentes les unes des autres d'un point de vue artistique. Society, selon Libération, incarne « une certaine idée du cool » notamment à cause de l'originalité de ses sujets et de ses points de vue. Les unes sur Gad Elmaleh, Alain Chabat, « la crise de la quarantaine » ou « start-up, ton univers happy-toyable » se sont bien vendues, au-dessus des habituels 47 000 exemplaires.
Durant l'été 2020, Society publie, sur 77 pages, une enquête en deux volets, consacrée à l'affaire Dupont de Ligonnès. Grâce à ce travail journalistique, réalisé, durant quatre ans, par quatre de ses collaborateurs, le périodique bat ses records de vente. Pour le numéro du 21 juillet, le tirage habituel de 47 000 exemplaires est augmenté au-delà des 70 000 exemplaires. Le second volet, diffusé en août, est suivi de plusieurs rééditions, après un tirage initial de 100 000 exemplaires. Selon Challenges, les numéros 136 et 137 du bimensuel Society se sont vendus à 400 000 exemplaires après plusieurs retirages. Ce succès commercial compense en partie une année 2020 pénalisée par la crise du Covid-19 et les difficultés du diffuseur, Presstalis, qui a dû être remplacé par les Messageries lyonnaises,.

## Conflit entre SoPress et les médias Bolloré
En 2021, le magazine Society révélait que depuis le rachat par Bolloré de Prisma Media, qui englobe entre autres Capital, Voici, Géo et d'autres titres, les rédactions filiales du groupe Bolloré seraient concernées par un management brutal, et d'autres problématiques majeures additionnelles. En réaction, la direction de Capital,  titre de Prisma Media appartenant au groupe Bolloré, n'ayant pas pu répondre dans les temps et peu satisfaite d'un simple droit de réponse, sort une enquête sur les habitudes de Franck Annese : pigistes peu payés, management brutal, excès de colère, rémunération conséquente (10 000 euros par mois). Cependant, moins de 24 heures après, la rédaction de Capital annonce se désolidariser de cette enquête, publiée à la demande de la direction, et non de la rédaction. En complément, Capital publie le droit de réponse de Franck Annese, précisant ou démentant les différentes informations de l'enquête de Capital à son sujet.